# Terminalia phellocarpa
Terminalia phellocarpa är en tvåhjärtbladig växtart som beskrevs av George King. Terminalia phellocarpa ingår i släktet Terminalia och familjen Combretaceae. Inga underarter finns listade i Catalogue of Life.